# Mezilaurus ita-uba
Mezilaurus ita-uba ist ein Baum oder Strauch in der Familie der Lorbeergewächse aus dem mittleren bis nordwestlichen Südamerika, Brasilien, Kolumbien, Venezuela, Peru, Bolivien und Ecuador bis in die Guyanas.
Der Artname wird oft falsch mit Mezilaurus itauba (ohne Bindestrich im Epitheton) geschrieben.

## Beschreibung
Mezilaurus ita-uba wächst meist als Baum bis über 30–40 Meter hoch, aber manchmal auch nur als Strauch. Der Stammdurchmesser erreicht bis über 80 Zentimeter. Die Borke ist rot-braun bis gräulich und schuppig oder in Platten abblätternd.
Die wechselständigen, einfachen und fast kahlen, leicht ledrigen Laubblätter sind kurz gestielt und gedrängt an den Zweigenden angeordnet. Der etwas behaarte Blattstiel ist bis 3,5 Zentimeter lang. Die ganzrandigen Blätter sind eiförmig bis elliptisch oder verkehrt-eiförmig, spatelförmig. An der Spitze sind sie abgerundet bis bespitzt, spitz, seltener eingebuchtet. Sie sind etwa 6–19 Zentimeter lang und 2,5–8,5 Zentimeter breit. Die Blätter sind unterseits, unauffällig, etwas drüsig punktiert.
Es werden achselständige, eher schmale und bis etwa 15 Zentimeter lange, doppelte Trauben (Dibotroyd) mit doldigen Gruppen gebildet. An den Seitenästen und an den Blütenstielen ist ein sehr kleines, abfallendes Tragblatt ausgebildet. Die gestielten, sehr kleinen, gelblich-grünen, bis 2,5 Millimeter großen, dreizähligen und zwittrigen Blüten sind mit einfacher Blütenhülle. Das becherförmige Perianth ist behaart, mit 6 kleinen Zipfeln, Lappen. Die freien, sehr kurzen und behaarten 3 Staubblätter sind fast sitzend und es sind manchmal 1–2 behaarte Staminodien vorhanden. Der kahle Fruchtknoten, mit kurzem Griffel mit kopfiger Narbe, ist oberständig.
Die eiförmigen bis ellipsoiden, kahlen Früchte, Beeren, mit beständigem, kleinen Perianth (Fruchtbecher), sind bis 2,5–3 Zentimeter lang. Sie enthalten einen großen Samen.

## Taxonomie
Die Erstbeschreibung des Basionyms Acrodiclidium ita-uba (mit Bindestrich im Epitheton) erfolgte 1864 durch Carl Meissner in A.P. de Candolle, Prodr. 15(1): 86. Die Umteilung in die Gattung Mezilaurus erfolgte 1892 durch Carl Christian Mez nach Paul Hermann Wilhelm Taubert in Arbeiten Königl. Bot. Gart. Breslau 1: 112. Es sind einige Synonyme bekannt.

## Verwendung
Die Früchte sollen essbar sein. Die Rinde wird medizinisch verwendet und ein ätherisches Öl wird aus ihr gewonnen.
Das recht schwere Holz ist beständig, aber schlecht behandelbar. Es ist bekannt als Itaúba.